# Walther Reinhardt
Walther Reinhardt (Stoccarda, 24 marzo 1872 – Berlino, 8 agosto 1930) è stato un militare tedesco.

## Biografia
Reinhardt iniziò la propria carriera militare nel 1891 entrando nel Grenadier-Regiment „Königin Olga“ (1. Württembergisches) Nr. 119 per poi essere promosso tenente dall'anno successivo. Nel 1904 divenne capitano dello staff generale, e tra il 1912 e il 1915, Reinhardt fu il primo ufficiale di stato maggiore nel XIII. (Königlich Württembergischen) Armee-Korps. Nel 1915, Reinhardt venne nominato capo di stato maggiore del medesimo corpo e nominato Maggiore. L'anno successivo divenne capo di stato maggiore dell'11. Armee di stanza in Macedonia per poi passare dal 1917 in Francia come Colonnello della 7. Armee. Dal 1918 diresse la smobilitazione del ministero della guerra prussiano per poi divenire l'ultimo ministro della guerra della Prussia nel 1919, servendo inoltre nel gabinetto imperiale tra il 13 febbraio ed il 1º ottobre 1919 senza diritto di voto. Per via dell'imminente firma del Trattato di Versailles e la cessione dei territori della Prussia Orientale, Reinhardt fu tra coloro che proposero uno stato indipendente per quell'area con l'intento di conservare comunque l'area come patronato possibile dello stato tedesco, ma tale proposta non ebbe successo.
Durante gli scontri tenutisi a Berlino nel marzo del 1919, fu lui a ordinare l'arresto del generale Walther von Lüttwitz assieme a circa 250 marinai della Volksmarinedivision che portò poi alla morte di 29 di loro accusati di alto tradimento, accusa di cui si rese il principale artefice proprio il generale Reinhardt.
Dopo la firma del Trattato di Versailles, Reinhardt divenne uno degli artefici principali del cambiamento in campo militare del ruolo militare della Germania dopo la grande guerra. Dopo la dissoluzione del comando supremo dell'esercito il 4 luglio 1919 venne nominato da Gustav Noske il 20 agosto di quello stesso anno quale ministro della difesa e nuovo comandante in capo del Reichswehr. In questo contesto rinnovato di politica il 13 settembre 1919 Reinhardt si dimise da ministro in Prussia e nessun altro dopo di lui venne nominato a tale carica, venendo nominato anche Maggiore Generale.
Dimessosi da ministro della difesa per contrasti col nuovo governo, dopo le sue dimissioni divenne comandante della 5. Division. dal 1920 al 1924 venendo nominato Luogotenente Generale. Nel 1923 venne impiegato in Turingia per la soppressione di alcuni moti proletari e dal 1925 al 1927 fu comandante in capo al 2 gruppo di comando con sede a Kassel.
Morì a Berlino nel 1930.